# Dulcería de Celaya
Dulcería de Celaya es una dulcería mexicana dedicada a la producción y venta de dulces típicos mexicanos. Fue fundada en 1874 en la antigua calle de Plateros —hoy Madero— y mudada en 1900 a la del Cinco de Mayo, y es uno de los establecimientos en funcionamiento más antiguos de la Ciudad de México y también una de sus dulcerías más antiguas. La dulcería ofrece más de 90 variedades de dulces: príncipes de nuez, gaznates, puerquitos de piloncillo, cocadas, reinas, suspiros, jamoncillos, manzanitas de limón, queso de tuna, figuras de almendra, entre muchos otros. Además de su matriz en el centro histórico, cuenta con una sucursal en la calle de Orizaba, en la Colonia Roma.

## Historia
En 1874, los hermanos Alfredo y Luis Guízar fundaron la Dulcería de Celaya. En sus primeros años fue una tienda donde se vendían dulces típicos traídos de diferentes regiones de México. Con el propósito de elevar la calidad de los productos que vendían en su tienda, la familia Guízar decidió adquirir las recetas originales de sus productores y así garantizar la calidad de sus postres, usando ingredientes de alta calidad. Después de comprar las recetas comenzaron a producir los dulces en el sótano de su hogar, en esos tiempos la producción era solamente de una charola al día.

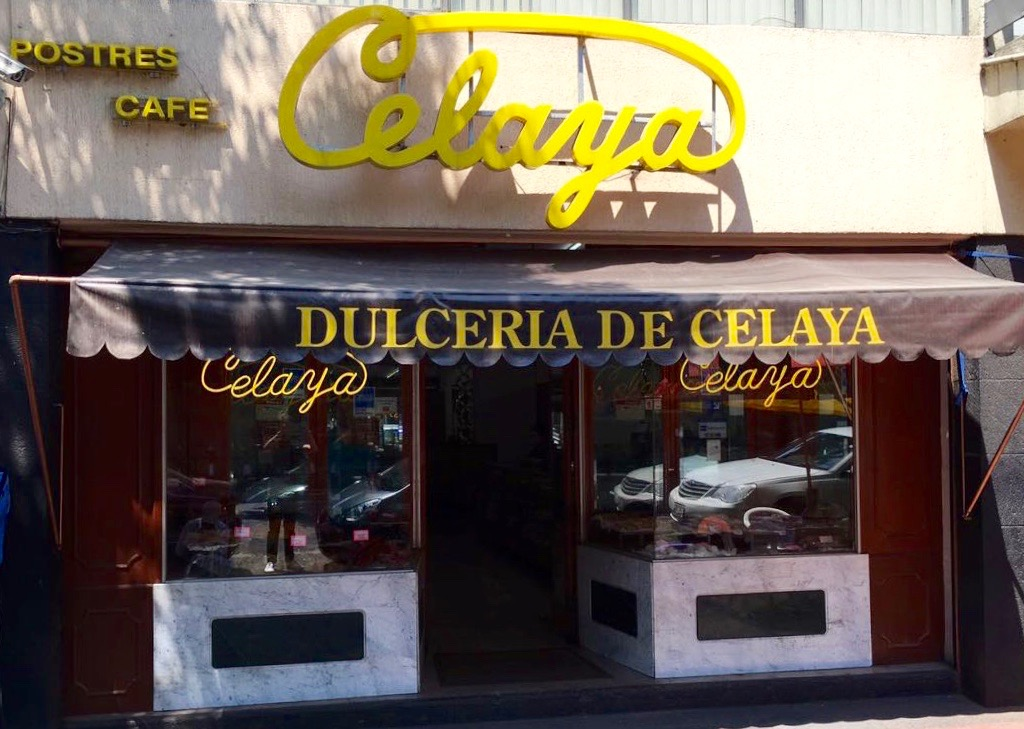
Sucursal en la colonia Roma

La primera tienda se ubicaba en la avenida Plateros (hoy en día Madero), junto al café de La Concordia, un café antes reconocido por ser el punto de encuentro de la burguesía del Porfiriato. A principios del siglo XX Porfirio Díaz decide ampliar la avenida Cinco de Mayo, para esto manda destruir el Gran Teatro Nacional que cerraba la calle a la altura de la calle de Bolívar, y sobre ese construye una gran avenida, Cinco de mayo, que conecta al Palacio de las Bellas Artes y el Zócalo. Guízar aprovechó las circunstancias y reubicó la dulcería al número 39, la tienda matriz de hoy en día. La tienda tiene un estilo arquitectónico art nouveau, con interiores dorados, espejos franceses de la época, piso de azulejos verdes y aparadores de encino.
Con el paso del tiempo, en 1934 abrieron una segunda sucursal en la Colonia Roma en la calle de Orizaba con número 37.

## Elaboración
Los dulces son producidos con las mismas recetas de cuando empezaron a producir los dulces ellos mismos. Los ingredientes utilizados principalmente son la leche, azúcar, piloncillo, nueces, huevo y frutas entre otros. Para su elaboración se utilizan palas de madera, cazos de cobre y hornos. Actualmente los dulces ya no son fabricados en su sótano, son producidos fuera del local y transportados a las dos sucursales para su mayor frescura.

## Productos
En seguida se muestra una tabla con unos de sus productos más populares y lo que contiene cada uno de ellos:

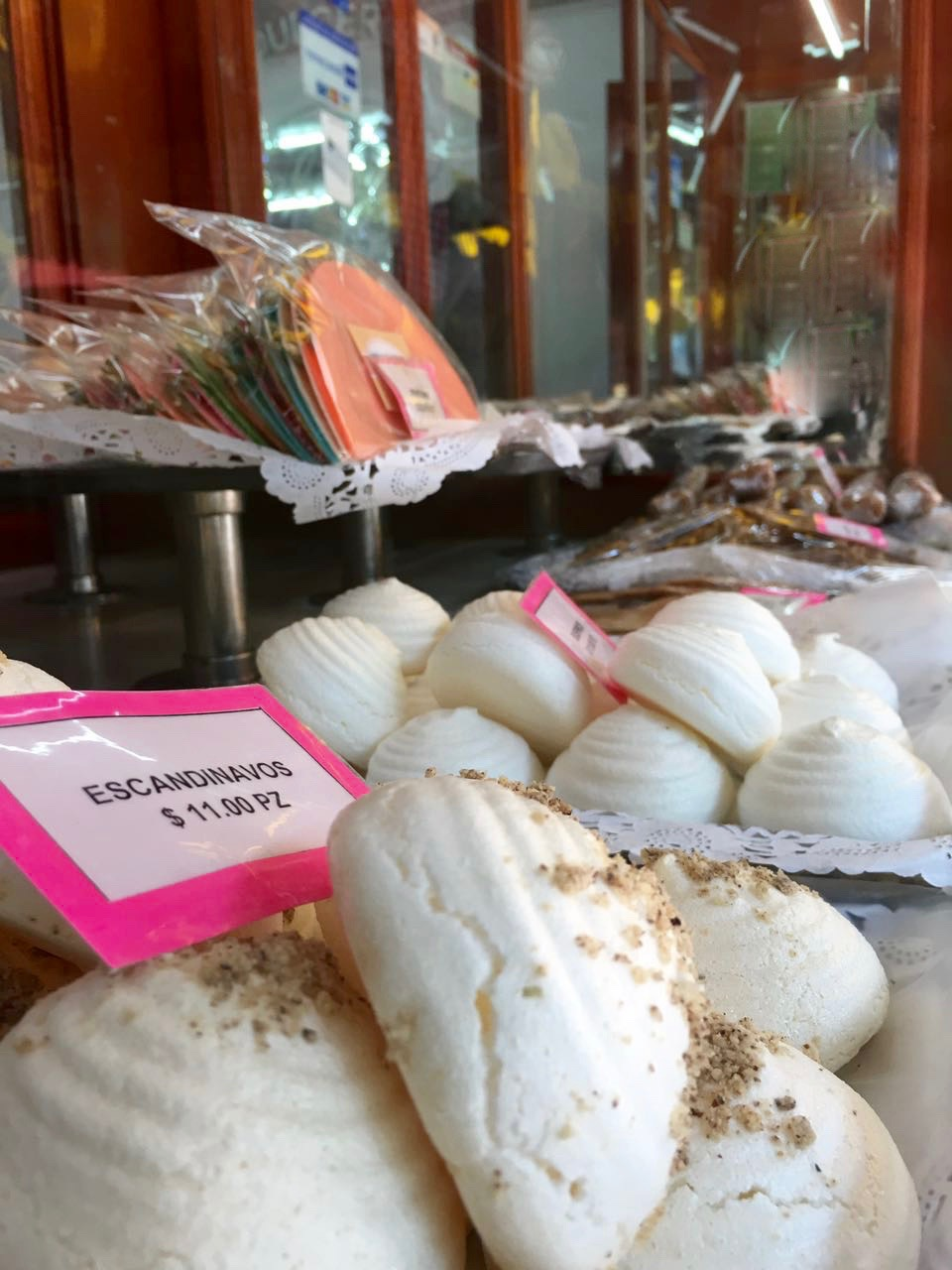
Escandinavos y otros dulces.

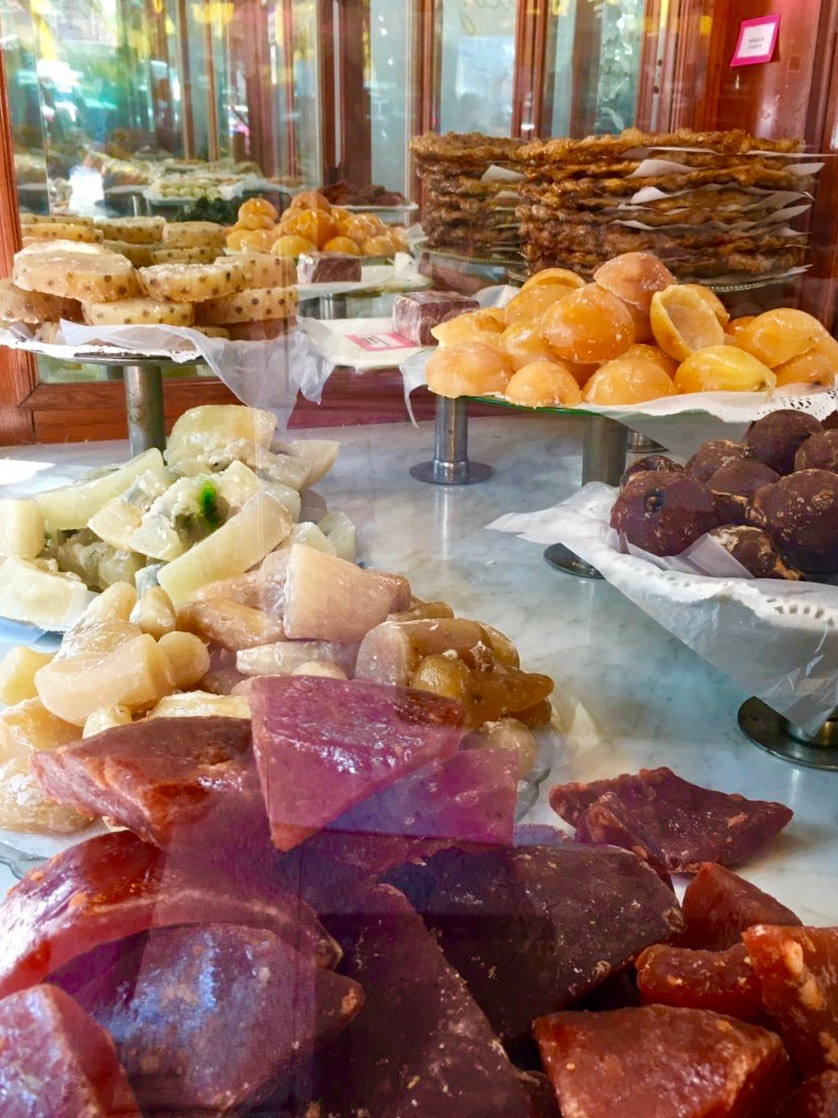
Fruta cristalizada.

| Nombre del producto     | Ingredientes                                                                                   |
| ----------------------- | ---------------------------------------------------------------------------------------------- |
| Chocolatines            | Chocolate, almendra y leche                                                                    |
| Huevitos faltriquera    | Almendra, yema                                                                                 |
| Besos de Nuez           | Nuez y leche                                                                                   |
| Glorias                 | Almendra y leche                                                                               |
| Yemitas                 | Yema, almendra y leche                                                                         |
| Piñoninas               | Piñón y leche                                                                                  |
| Aleluyas almendra       | Almendra y leche                                                                               |
| Aleluyas nuez           | Nuez y leche                                                                                   |
| Aleluyas nuez con dátil | Nuez, dátil y leche                                                                            |
| Aleluyas pistache       | Pistache y leche                                                                               |
| Aleluyas piñón          | Piñón y leche                                                                                  |
| Quesitos almendra       | Almendra, yema, leche, cubiertas de canela                                                     |
| Bolitas envinadas       | Leche envinada revolcada en canela                                                             |
| Especiales              | Leche natural, envinada, quemada o vainilla                                                    |
| Mostachones             | Dulce de pepita revolcado en canela                                                            |
| Figura almendra         | Pasta de almendra dorada al horno                                                              |
| Bollos coco             | Chicloso con coco                                                                              |
| Bollitos nuez           | Chicloso de leche cubierto con mitades de nuez                                                 |
| Suspiros                | Merengue                                                                                       |
| Escandinavos            | Merengue con avellana espolvoreada                                                             |
| Puerquitos y rosquillas | Galletas hechas de harina con piloncillo                                                       |
| Turrones                | Clara de huevo con almendra, nuez, yema o frutas                                               |
| Buñuelos                | Buñuelo de harina acaramelado                                                                  |
| Pastel envinado         | Pastel envinado cubierto con crema de rompope                                                  |
| Lenguas                 | Galletas de mantequilla y clara de huevo                                                       |
| Daneses                 | Dátil relleno de pasta de nuez                                                                 |
| Príncipes               | Ciruela pasa rellena de pasta de nuez                                                          |
| Jamoncillo              | Dulce de leche con muchas variedades (blanco, quemado, envinado, real, 3 sabores, nuez, piñón) |
| Arlequines              | Coco, leche y piña                                                                             |
| Manzanitas              | Coco con leche, guayaba, limón o naranja                                                       |
| Bocadillo coco          | Coco, leche entre 2 obleas                                                                     |
| Bocado real             | Coco, leche, ron y pasas                                                                       |
| Cocada dorada           | Rectángulos de coco envinado con leche                                                         |
| Cocada cortadillo       | Rectángulos de coco, piloncillo y leche                                                        |
| Gaznates                | Cartucho de galleta relleno de coco con piña                                                   |